# Khrushchyovka

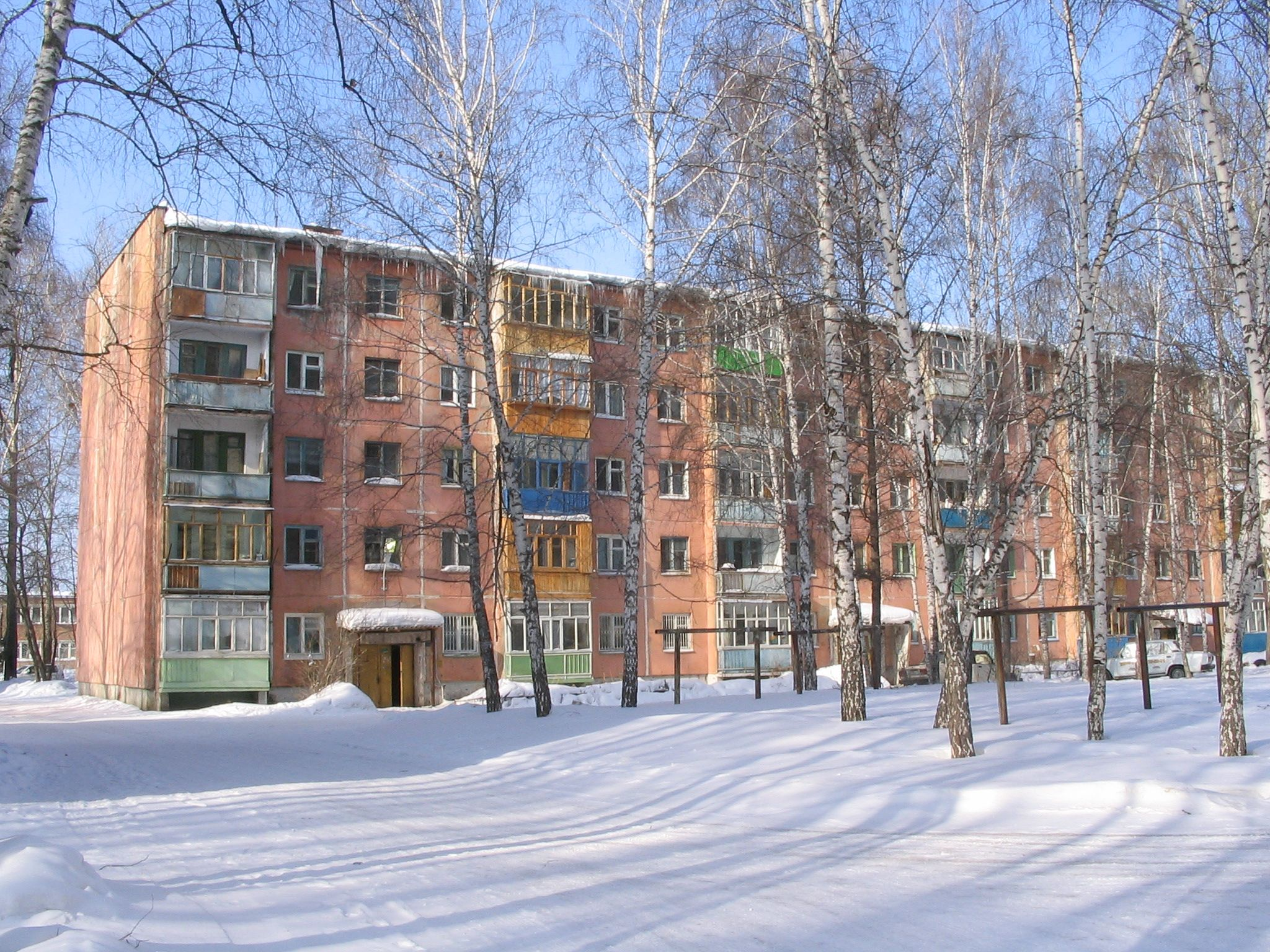
Khrushchovka em Tomsk

Khrushchyovka (em russo: хрущёвка, IPA: [xrʊˈɕːɵfkə]) é um nome não oficial de um tipo de prédio de apartamentos de três a cinco andares, de baixo custo, com painéis de concreto ou tijolo, que foi desenvolvido na União Soviética no início dos anos 1960, quando Nikita Khrushchev dirigiu o governo soviético. Os prédios de apartamentos também recebiam o nome de "Khruschoba" (Хрущёв+трущоба, favela de Khrushchev).

## História
A alvenaria tradicional é trabalhosa; projetos individuais são lentos e não escaláveis para as necessidades das cidades superlotadas. Para amenizar uma grave escassez de moradia, durante 1947-1951, arquitetos soviéticos avaliaram várias tecnologias que tentavam reduzir custos e tempo de conclusão. Em janeiro de 1951, uma convenção de arquitetos, supervisionada por Khrushchev (então diretor do partido em Moscou), declarou que o desenvolvimento de tecnologias rápidas e de baixo custo o objetivo dos arquitetos soviéticos.
Duas fábricas de concreto foram posteriormente estabelecidas em Moscou (Presnensky, 1953, e Khoroshevsky, 1954). A essa altura, projetos experimentais concorrentes foram testados por construções reais, e painéis de concreto pré-fabricados foram considerados superiores. Outras possibilidades, como o concreto in situ ou o incentivo à construção individual de baixa estatura, foram descartadas.
Durante 1954-1961, o engenheiro Vitaly Lagutenko, planejador-chefe de Moscou desde 1956, projetou e testou o processo de construção industrializado em larga escala, contando com fábricas de painéis de concreto e um rápido cronograma de montagem. Durante 1961, o instituto de Lagutenko lançou o projeto K-7 de um edifício pré-fabricado de 5 andares que se tornou típico da khrushchyovka. 64.000 unidades (3.000.000 m2 ) foram construídas em Moscou de 1961 a 1968.
Em Moscou, as limitações de espaço forçaram a mudança para edifícios de 9 ou 12 andares; as últimas khrushyovkas de 5 andares foram concluídos durante 1971. O resto da URSS continuou construindo khrushyovkas até o fim do socialismo; milhões dessas unidades passaram da vida útil do projeto.

## Projeto
O projeto das khrushchyovkas representou uma tentativa inicial de construção industrializada e pré-fabricada, com elementos (ou painéis) feitos em usinas de concreto e transportados para os locais necessários. Os planejadores consideravam elevadores muito caros e demorados demais para serem construídos, e os padrões soviéticos de saúde/segurança especificavam cinco andares como a altura máxima de um prédio sem elevador. Assim, quase todos as khrushchyovkas têm cinco andares.
As khrushchyovkas apresentavam banheiros combinados. Eles haviam sido apresentados no premiado edifício Bolshaya Kaluzhskaya de Ivan Zholtovsky, mas Lagutenko continuou a ideia de economia de espaço, substituindo banheiras de tamanho normal por "banheiras para sentar" de 120 cm de comprimento. Cubículos de banheiro completos, montados em alguma fábrica Khoroshevsky, eram transportados para o local; as equipes de construção as baixariam e conectariam a tubulação. 

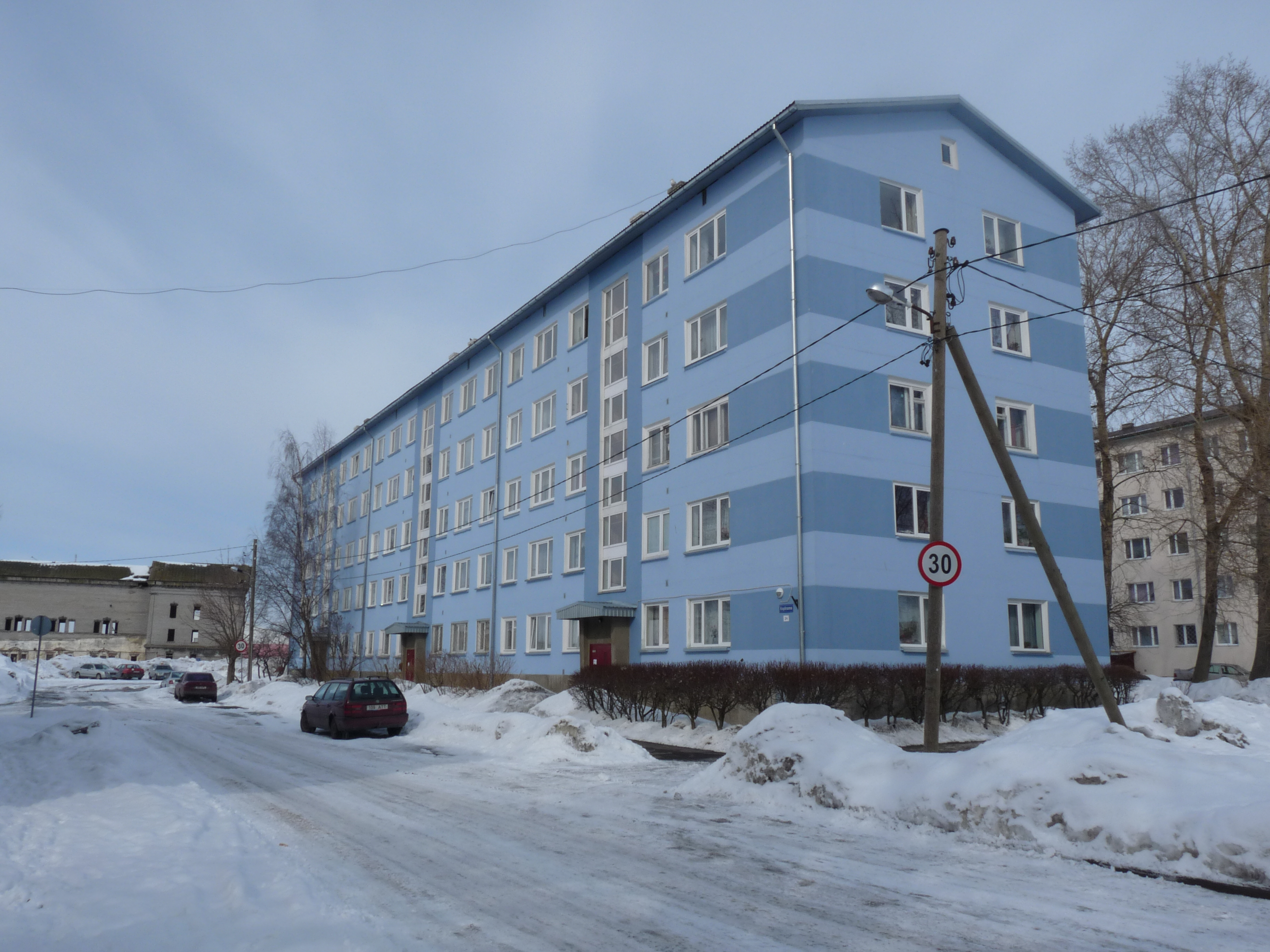
Khrushchyovka renovada em Tallinn, Estônia

Alguns teóricos até consideraram combinar as funções do vaso sanitário com a pia do chuveiro, mas a ideia foi descartada. As cozinhas eram pequenas, geralmente de 6 m2. Isso também era comum em muitas casas stalinistas de classe não-elite, algumas das quais tinham salas de jantar separadas.
Os apartamentos típicos da série K-7 têm uma área total de 30 m2 (um quarto), 44 m2 (dois quartos) e 60 m2 ( três quartos). Projetos posteriores reduziram ainda mais essas áreas escassas. Os quartos do K-7 são "isolados", no sentido de que todos se conectam a um pequeno hall de entrada, não um ao outro. Projetos posteriores (П-35, por exemplo) acabavam dessa "redundância": os residentes tinham que passar pela sala de estar para chegar ao quarto. Estes apartamentos foram planejados para famílias pequenas, mas na realidade não era incomum para três gerações de pessoas morarem juntas em apartamentos de dois quartos. Alguns apartamentos tinham uma despensa "luxuosa". Na prática, muitas vezes servia como outro quarto, sem janelas ou ventilação.

## Dias atuais

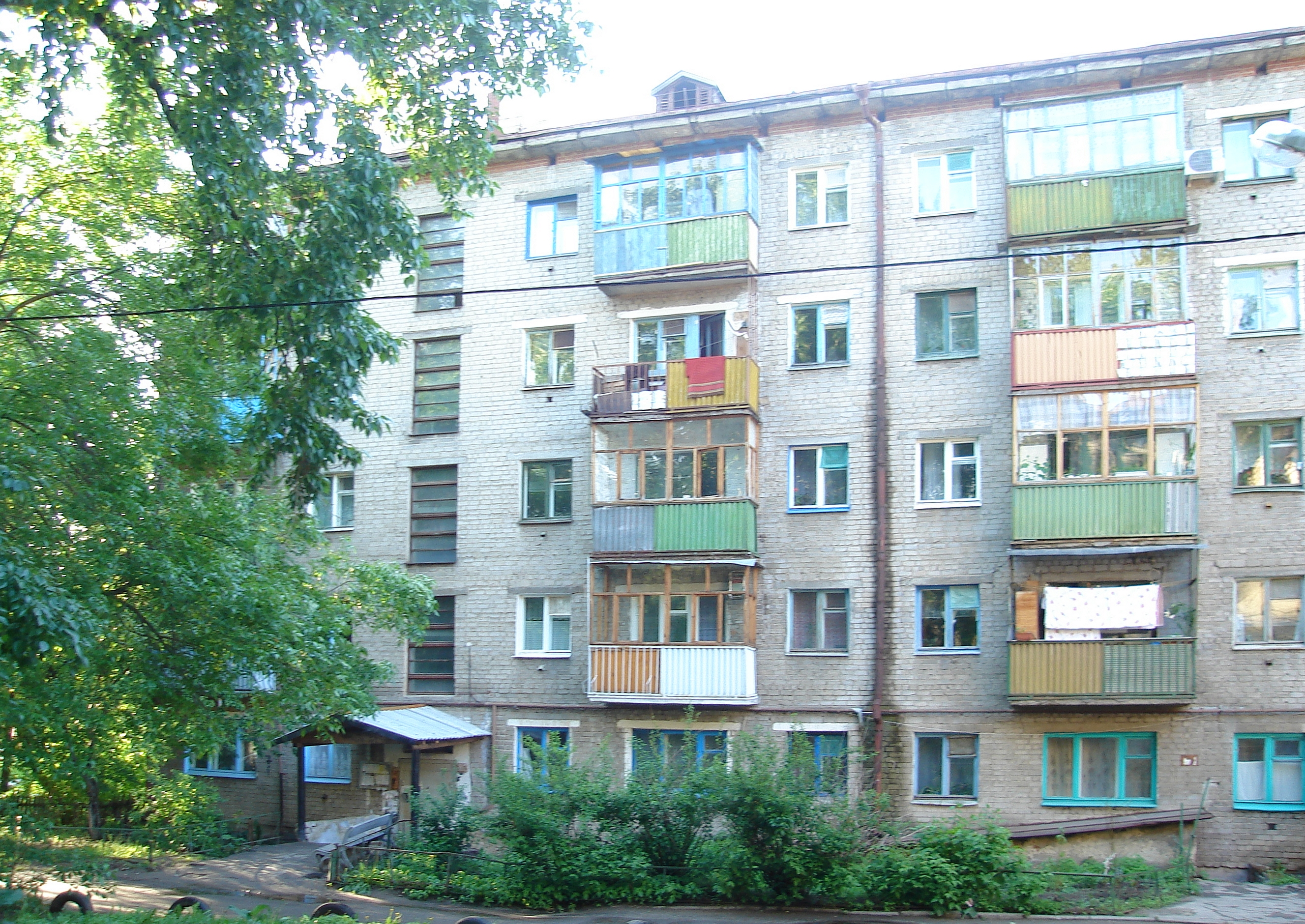
Pátio de uma típica khrushchyovka em Cazã.

Os edifícios do painel chamados khrushchyovka são encontrados em grande número em toda a antiga União Soviética. Eles eram originalmente considerados como habitação temporária até que a falta de moradia pudesse ser aliviada pelo comunismo maduro, que não teria nenhuma escassez. Khrushchev previu a conquista do comunismo em 20 anos (na década de 1980). Mais tarde, Leonid Brezhnev prometeu a cada família um apartamento "com uma sala separada para cada pessoa mais um quarto extra", mas muitas pessoas continuam a viver em khrushchyovkas hoje.
Os tipos padrão de khrushchyovka são classificados como "descartáveis", com uma duração planejada de 25 anos (сносимые серии) e "permanente" (несносимые серии). Essa distinção é importante em Moscou e em outras cidades afluentes, onde as khrushchyovkas descartáveis estão sendo demolidos para dar lugar a construções novas e de maior densidade. A cidade de Moscou planejou concluir esse processo até 2015. Mais de 1.300 dos cerca de 1.700 edifícios já foram demolidos em 2012.